# Heterolocha nigripuncta
Heterolocha nigripuncta là một loài bướm đêm trong họ Geometridae.